# Betaeopsis
Betaeopsis is een geslacht van kreeftachtigen uit de klasse van de Malacostraca (hogere kreeftachtigen).

## Soorten
- Betaeopsis acanthops (Bruce & Iliffe, 1991)
- Betaeopsis aequimanus (Dana, 1852)
- Betaeopsis indica (de Man, 1910)